# Henrik Bjørdal
Henrik Bjørdal (Ålesund, 1997. február 4. –) norvég korosztályos válogatott labdarúgó, a Vålerenga középpályása.

## Pályafutása

### Klubcsapatokban
Bjørdal a norvég Ålesund városában született. Az ifjúsági pályafutását a helyi Valder csapatában kezdte, majd 2012-ben az Aalesund akadémiájánál folytatta.
2013-ban mutatkozott be az Aalesund első osztályban szereplő felnőtt csapatában. Először a Lillestrøm elleni mérkőzésen lépett pályára. Első gólját 2015. augusztus 14-én, a Strømsgodset ellen 2–1-re megnyert mérkőzésen szerezte.
2016. január 27-én az angol Brighton & Hove Albion csapatához igazolt, ahol egy mérkőzésen sem lépett pályára. A 2017-es szezonban a svéd Göteborgnál szerepelt kölcsönben.
2018-ban a belga Zulte-Waregemhez szerződött.
2020. szeptember 11-én hároméves szerződést kötött a Vålerenga együttesével.

### A válogatottban
2015-ben debütált a norvég U21-es válogatottban. Először a 2015. június 13-ai, Bosznia-Hercegovina elleni mérkőzésen lépett pályára. Első gólját 2017. szeptember 1-jén, a Koszovó ellen 3–2-re elvesztett EB-selejtezőn szerezte.

## Statisztikák
2023. augusztus 5. szerint
| Klub          | Szezon   | Osztály        | Bajnokság | Bajnokság | Kupa  | Kupa | Nemzetközi | Nemzetközi | Összesen | Összesen |
| Klub          | Szezon   | Osztály        | Meccs     | Gól       | Meccs | Gól  | Meccs      | Gól        | Meccs    | Gól      |
| ------------- | -------- | -------------- | --------- | --------- | ----- | ---- | ---------- | ---------- | -------- | -------- |
| Aalesund      | 2013     | Tippeligaen    | 2         | 0         | 0     | 0    | 0          | 0          | 2        | 0        |
| Aalesund      | 2014     | Tippeligaen    | 22        | 0         | 0     | 0    | 0          | 0          | 22       | 0        |
| Aalesund      | 2015     | Tippeligaen    | 30        | 1         | 1     | 0    | 0          | 0          | 31       | 1        |
| Aalesund      | Összesen | Összesen       | 54        | 1         | 1     | 0    | 0          | 0          | 55       | 1        |
| Göteborg      | 2017     | Allsvenskan    | 14        | 0         | 1     | 0    | 0          | 0          | 15       | 0        |
| Zulte-Waregem | 2018–19  | Jupiler League | 24        | 2         | 1     | 0    | 0          | 0          | 25       | 2        |
| Zulte-Waregem | 2019–20  | Jupiler League | 20        | 2         | 3     | 0    | 0          | 0          | 23       | 2        |
| Zulte-Waregem | Összesen | Összesen       | 44        | 4         | 4     | 0    | 0          | 0          | 48       | 4        |
| Vålerenga     | 2020     | Eliteserien    | 14        | 4         | 0     | 0    | 0          | 0          | 14       | 4        |
| Vålerenga     | 2021     | Eliteserien    | 30        | 4         | 2     | 1    | 2          | 0          | 34       | 5        |
| Vålerenga     | 2022     | Eliteserien    | 24        | 4         | 1     | 0    | 0          | 0          | 25       | 4        |
| Vålerenga     | 2023     | Eliteserien    | 16        | 3         | 3     | 1    | 0          | 0          | 19       | 4        |
| Vålerenga     | Összesen | Összesen       | 84        | 15        | 6     | 2    | 2          | 0          | 92       | 17       |
| Összesen      | Összesen | Összesen       | 196       | 20        | 12    | 2    | 2          | 0          | 210      | 22       |